# Glöwen
Glöwen ist ein Ortsteil der Gemeinde Plattenburg im brandenburgischen Landkreis Prignitz mit (2006) 1200 Einwohnern.

## Lage
Glöwen liegt im südlichen Teil des Landkreises Prignitz an der Landesgrenze zu Sachsen-Anhalt. Als nächste Stadt liegt Havelberg 10 km südlich, die Kreisstadt Perleberg 20 km nordwestlich.

## Geschichte
Der Name des Dorfes, 1336 als Globene, 1343 glouen, 1678 Gläven, überliefert, ist slawischen Ursprungs und bedeutet Kopf, vermutlich im Sinne von Berg.
Glöwen war ursprünglich ein Runddorf östlich der heutigen Bundesstraße. Seit 1373 stand der Ort unter dem Patronat des Havelberger Bischofs Dietrich, der es als Lehen an adlige Familien gab. Die örtlichen Bauern waren bis Anfang des 19. Jahrhunderts zu entsprechenden Fronarbeiten und Abgaben verpflichtet. Anfang des 15. Jahrhunderts gab Bischof Otto von Rohr das Lehen an die Familie von Rohr, aus der er selbst stammte. Ihnen folgte Ende des 15. Jahrhunderts die Familie von Quitzow, Später hatten mehrere weitere Familien das Patronat, unter anderem die Familie von Jagow. Glöwen war überwiegend ein Bauerndorf, es gab aber stets einige adlige Besitzanteile. 1811 kaufte Carl Borchmann ein Lehnschulzengut etwa zwei Kilometer westlich des Dorfes, das den Namen Borchmannshof erhielt.
Im Jahr 1837 wurde die Chaussee nach Havelberg, die heutige Bundesstraße 107, als Poststraße ausgebaut. Um 1840 werden die Abbauen Hermshof, Kuhblankshof (korrekterweise Kublankshof) und Stölkenhof erstmals genannt.
1846 wurde der Bahnhof Glöwen etwa einen Kilometer südlich des Dorfkerns eröffnet. Ebenfalls im Jahr 1846 wurde im Ort eine Post eröffnet. Die Einwohnerzahl des Ortes nahm zu, die Kirche wurde in den 1870er Jahren durch einen größeren Neubau ersetzt.
Im Jahr 1907 wurden in Glöwen ein Gutsbesitzer mit 323 Hektar Land genannt, dazu zehn Bauern, die zwischen 55 und 165 Hektar Land besaßen, drei Landwirte, elf Eigentümer mit einem Besitz zwischen 10 und 10 Hektar; dazu diverse Dienstleister, Handwerker, Gastwirte, Bahnpersonal und andere. In den 1920er Jahren wurde das Areal entlang der Chaussee zwischen Dorf und Bahnhof bebaut.  1928 wurde Friedrichswalde nach Glöwen eingemeindet; 1931 gehörten zu Glöwen die Wohnplätze Ausbau Nord, Borchmannshof, Bahnhof Glöwen, Hermshof, Friedrichswalde, Storbeckshof, Kuhblankshof (korrekterweise Kublankshof) Schwanensee und Stölkenplan.
Südlich von Glöwen entstanden um 1940 umfangreiche militärische Anlagen. Hier arbeiteten auch Zwangsarbeiter, 1944/45 bestand dort das KZ-Außenlager Glöwen. Nach dem Zweiten Weltkrieg blieb Glöwen ein wichtiger Standort der Nationalen Volksarmee der DDR. Glöwen war Sitz eines Ausbildungsregiments der Grenztruppen der DDR.
In der Bodenreform 1946 wurden in Glöwen 2172 Hektar Land enteignet und an Neubauern, die Gemeinde und den Forstbetrieb verteilt. 1953 wurde die erste Landwirtschaftliche Produktionsgenossenschaft im Ort gegründet.
1973 wurde die Gemeinde Groß Leppin mit dem Ortsteil Zernikow eingemeindet. 1991 hatte die Gemeinde Glöwen 2063 Einwohner, davon 1680 im Ort Glöwen.
Glöwen schloss sich zum 31. Dezember 2001 mit sieben weiteren Gemeinden zur Gemeinde Plattenburg zusammen.

## Sehenswürdigkeiten

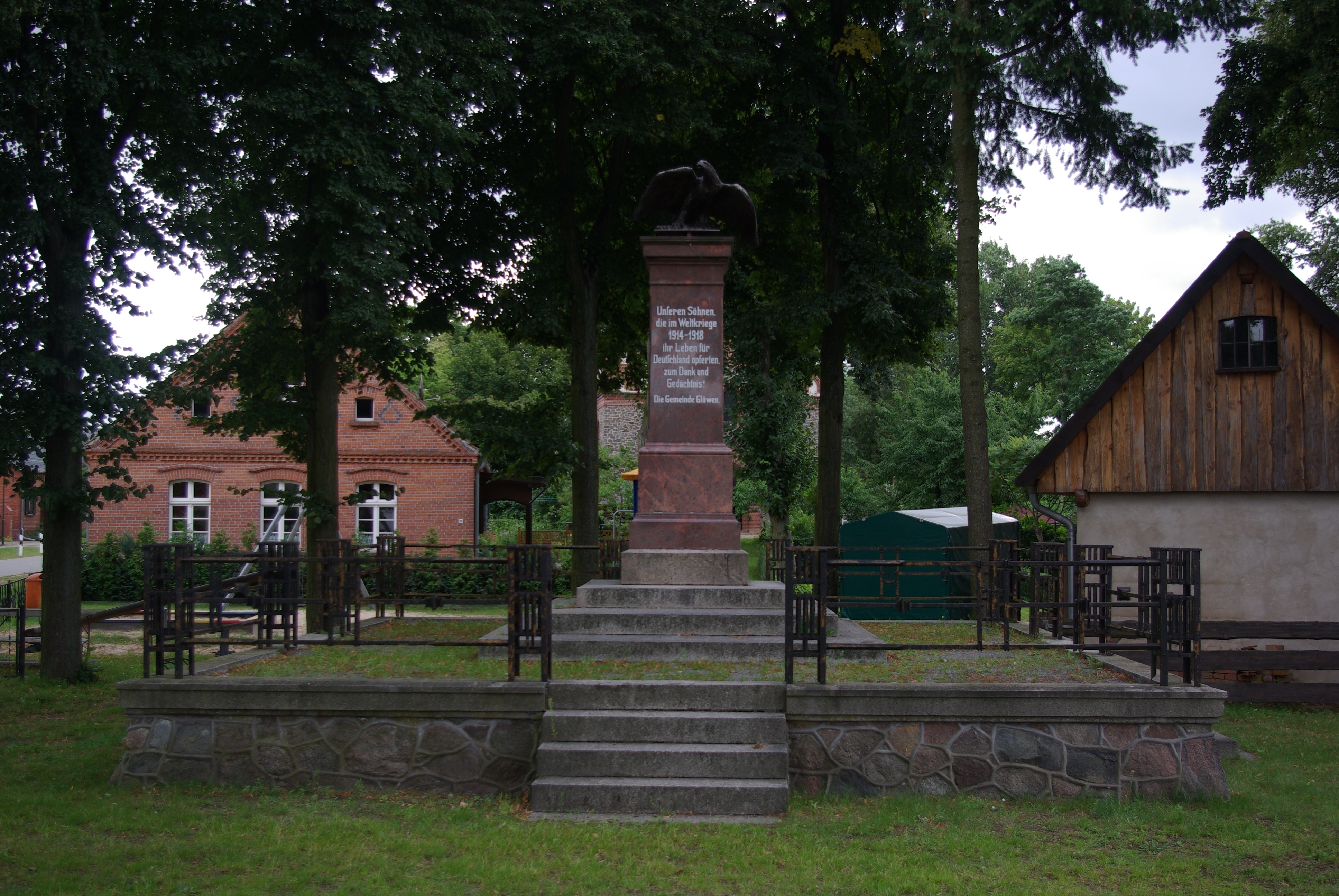
Kriegsopfermahnmal

Die Kirche wurde in der zweiten Hälfte des 19. Jahrhunderts im neugotischen Stil neu gebaut, nachdem die alte Kirche aus dem 14. Jahrhundert zu klein geworden war. 1877 wurde die Kirche eingeweiht, dabei wurde die Apsis der alten Kirche im neuen Gebäude eingebaut. Die Kirche steht unter Denkmalschutz. Ebenso ist das Bahnhofsgebäude denkmalgeschützt, das seit der Streckeneröffnung 1846 in praktisch unveränderter Gestalt erhalten geblieben ist. Ebenfalls denkmalgeschützt sind das Denkmal für die Opfer des Ersten Weltkriegs im Ortskern und ein Gedenkstein für Gustav Sobottka. Nach Sobottka war das in Glöwen stationierte Regiment der Grenztruppen der DDR benannt.

## Verkehr

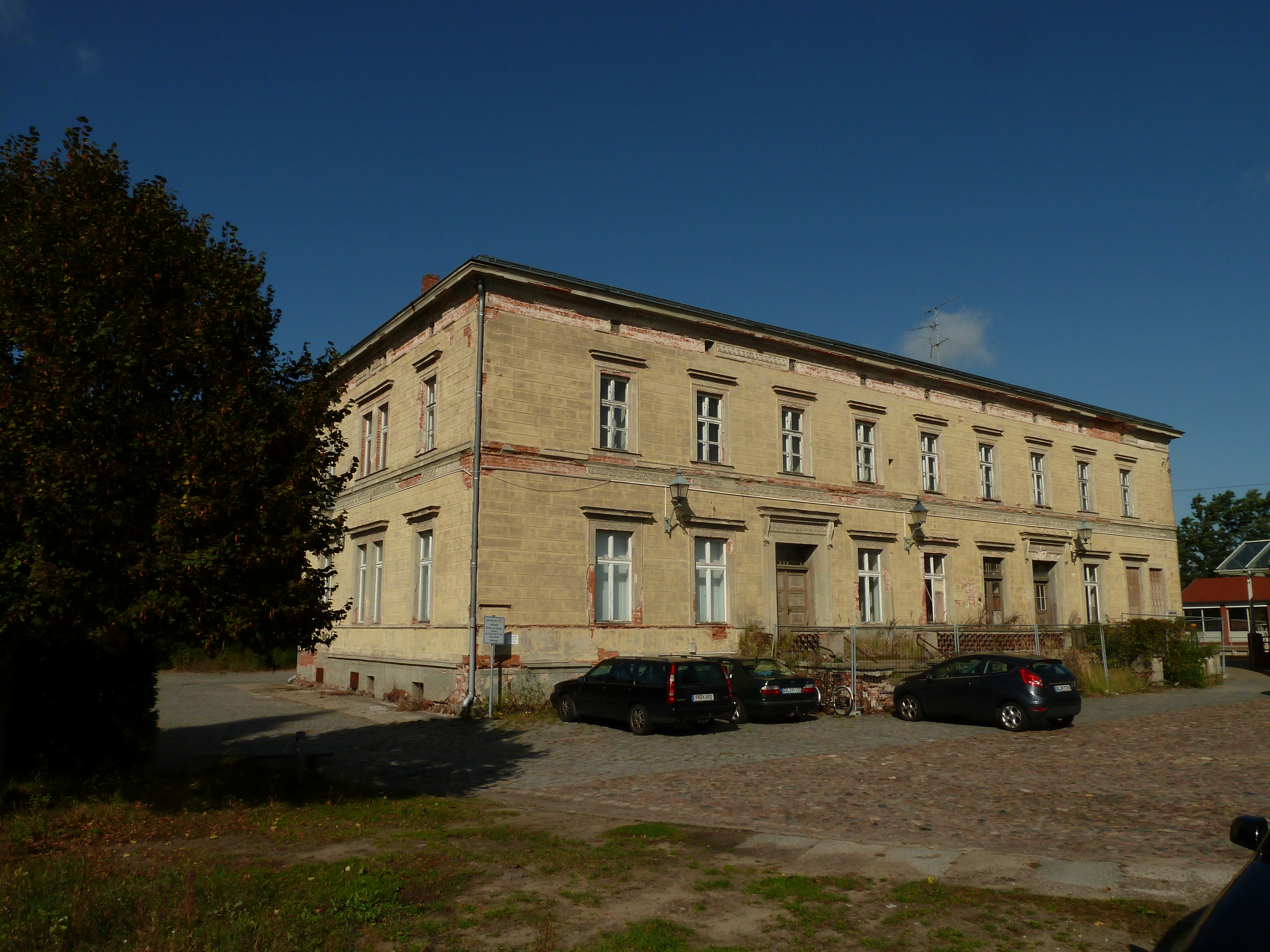
Bahnhof

Glöwen liegt an der Bahnstrecke Berlin–Hamburg. Der Bahnhof in Glöwen wurde 1846 eröffnet. Hier halten im Stundentakt die Züge der Regional-Express-Linie RE 8 Flughafen BER – Berliner Stadtbahn – Berlin-Spandau –  Wittenberge, alle zwei Stunden verlängert bis Wismar. Für Pendler steht seit 2015 ein P+R-Platz mit 134 Stellplätzen zur Verfügung. Bis 1971 gab es zudem die Bahnstrecke Glöwen–Havelberg. Die schmalspurige Strecke der Westprignitzer Kreisbahnen in Richtung Viesecke wurde schon 1967 eingestellt. An ihr gab es außer dem Bahnhof Glöwen auch den Haltepunkt Glöwen Dorf in der Nähe des Ortskerns.
In Nord-Süd-Richtung verläuft die Bundesstraße 107 durch den Ort. Der sachsen-anhaltische Landesbus 900 fährt im täglich getakteten Fahrplan über die Landesgrenze in Richtung Havelberg. Einzelne weitere werktägliche Busverbindungen schließen die Orte in der Umgebung an und verkehren nach Bad Wilsnack oder Perleberg.